# Richard William Church
Richard William Church, född 25 april 1815, död 6 december 1890, var en brittisk teolog och historiker. Han var brorson till Richard Church.
Church blev 1871 domprost (dean) vid Sankt Pauls-katedralen i London, där han bland annat verkade för katedralens restaurering, för en reglering av dess rättsliga ställning och för prästerskapets organiserande på konservativ grund. 
Church tillhörde Oxfordrörelsen och skrev dess historia i The Oxford movement (1891, 3:e upplagan 1922). Bland hans övriga produktion märks Essay on Dante (1878), biografier över Anselm av Canterbury och Richard Bacon med flera.